# Maximilian 1. af Bayern
Maximilian I. (17. april 1573 i München – 27. september 1651 i Ingolstadt) var fra 1597 hertug af Bayern og fra 1623 kurfyrste i det Tysk-romerske rige.

## Levned

### Indtil Trediveårskrigen
Maximilian var søn af hertug Wilhelm 5. af Bayern og Renata af Lothringen. Han blev opdraget at jesuitter, som bibragte ham en dyb afsky for protestantismen. I Ingolstadt studerede han fra 1587 sammen med sin fætter, den senere Ferdinand 2. (Tysk-romerske rige). Da hans far overdrog ham regeringsførelsen i 1597, bragte han ny energi til statsførelsen, og inddrog stænderne i reformprocessen og gik i det hele taget besindigt frem. I 1616 indførte han en ny forbilledlig landsret, politi-, domstols- og fængselsordning og skabte en slagkraftig hær.
I 1607 gennemførte han den af kejser Rudolf 2. udstedte fredløshed (Reichacht) over byen Donauwörth. Efter at have erobret byen, beholdt Maximilian den trods alle indvendinger fra de protestantiske stænder. Det førte til at protestanterne i 1608 sluttede sig sammen i Den Protestantiske Union. Som reaktion stillede Maximilian sig i 1609 i spidsen for Den katolske Liga. Han ville egentlig holde habsburgerne ude og modsatte sig også at Ligaen involverede sig i den Jülich-Kleviske arvestrid og i forviklingerne i de østrigske arvelande. Dog lod han i 1610 ærkehertug Ferdinand optage i Ligaen og støttede, at denne blev valgt til kejser.

### Under Trediveårskrigen
Under Den bøhmiske opstand indgik han på Ligaens vegne en aftale med Ferdinand 2. den 8. oktober 1619 og sendte ham en hær på 30.000 mand til hjælp og erobrede det frafaldne Oberösterreich. Til gengæld lovede Ferdinand ham at han ville få overdraget den pfalziske kurværdighed til Bayern og indlemmelse af Oberpfalz i sit rige, til dækning af krigens omkostninger.
Maximilian besejrede den 8. november 1620 i Slaget ved Det Hvide Bjerg ved Prag de bøhmiske protestanter under Friedrich 5. af Pfalz og indtog derefter uden større besvær Oberpfalz. Som aftalt modtog han i 1623 kurfyrsteværdigheden for sin hjælp. Denne overtagelse af Oberpfalz og den hermed forbundne kurfyrstetitel bidrog sammen med Friedrich 5.
accept af den bøhmiske kongekrone afgørende til udvidelse af den ellers lokale konflikt til at omfatte hele riget.
Da Ferdinand 2. stræbte efter både at udrydde protestantismen og at skabe et enevældigt kejserdømme ved hjælp af Wallensteins hære, modsatte Maximilian sig det, og forårsagede at Wallenstein blev afsat af fyrsterådet i Regensburg i 1630. Efter Tillys nederlag i Slaget ved Lech i 1632 måtte han flygte fra München for ikke at falde i hænderne på Gustav 2. Adolf af Sverige, og var derefter til stadighed udsat for svenske angreb. Om det var med vilje at Wallenstein ikke kom ham til hjælp, er noget historikerne strides om. Under alle omstændigheder deltog Maximilian først efter Wallensteins død og slaget ved Nördlingen i 1634 igen med held i krigen.
Navnlig i de sidste år af krigen udmærkede hans tropper sig under generalerne Mercy og Werth i kamp mod franskmændene. Men Bayern led stærkt under ødelæggelserne fra de passerende hære. Maximilian ønskede derfor fred i landet og sluttede i 1647 våbenstilstand med Frankrig og Sverige (Våbenstilstanden i Ulm). Da franskmændene ikke gav ham nogen garantier i tilfælde af et svensk angreb, forsonede han sig snart efter med kejseren og pressede ham til indrømmelser, som i den sidste ende muliggjorde Den westfalske fred. Ved fredsslutningen beholdt han Oberpfalz og kurværdigheden tillige med at han blev kejserlig drost. For Kurpfalz blev der etableret en ny ottende kurværdighed.

### Efter Trediveårskrigen
Mod slutningen af sit liv viede han sig næsten udelukkende til religionen. Især stillede han krav om dyrkelse af Jomfru Maria som Bayerns skytshelgen. Maximilian døden den 27. september 1651 på en pilgrimsrejse til Ingolstadt.
Den af ham forfattede "Vejledning i regeringskunsten" blev udgivet i 1822 på tysk og latin.
Kong Ludwig 1. af Bayern lod i 1839 opstille en prægtig rytterstatue af Maximilian på Wittelsbacher Platz i München efter Bertel Thorvaldsens udkast.

## Efterkommere
Hertug Maximilian giftede sig den 6. februar 1595 i Nancy med prinsesse Elisabeth af Lothringen (1574-1635), som var datter af hertug Karl 3. af Lothringen og dennes gemalinde Claudia af Valois, der var datter af kong Henrik 2. af Frankrig. Ægteskabet var barnløst.
I sit andet ægteskab giftede han sig den 15. juli 1635 med sin niece, ærkehertuginde Maria Anna af Østrig (1610-1665), datter af kejser Ferdinand 2. og hans gemalinde Maria Anna af Bayern. Dette ægteskab resulterede i 2 børn:
- Ferdinand Maria (1636-1679) ∞ 1652 prinsesse Henriette Adelheid af Savoyen (1636-1676)
- Maximilian Philipp Hieronymus af Bayern-Leuchtenberg (1638-1705) ∞ 1668 Prinsesse Maurita Febronia de La Tour d`Auvergne (1652-1706), datter af Frédéric-Maurice de La Tour d’Auvergne, hertug af Bouillon.